# Mohawk (språk)

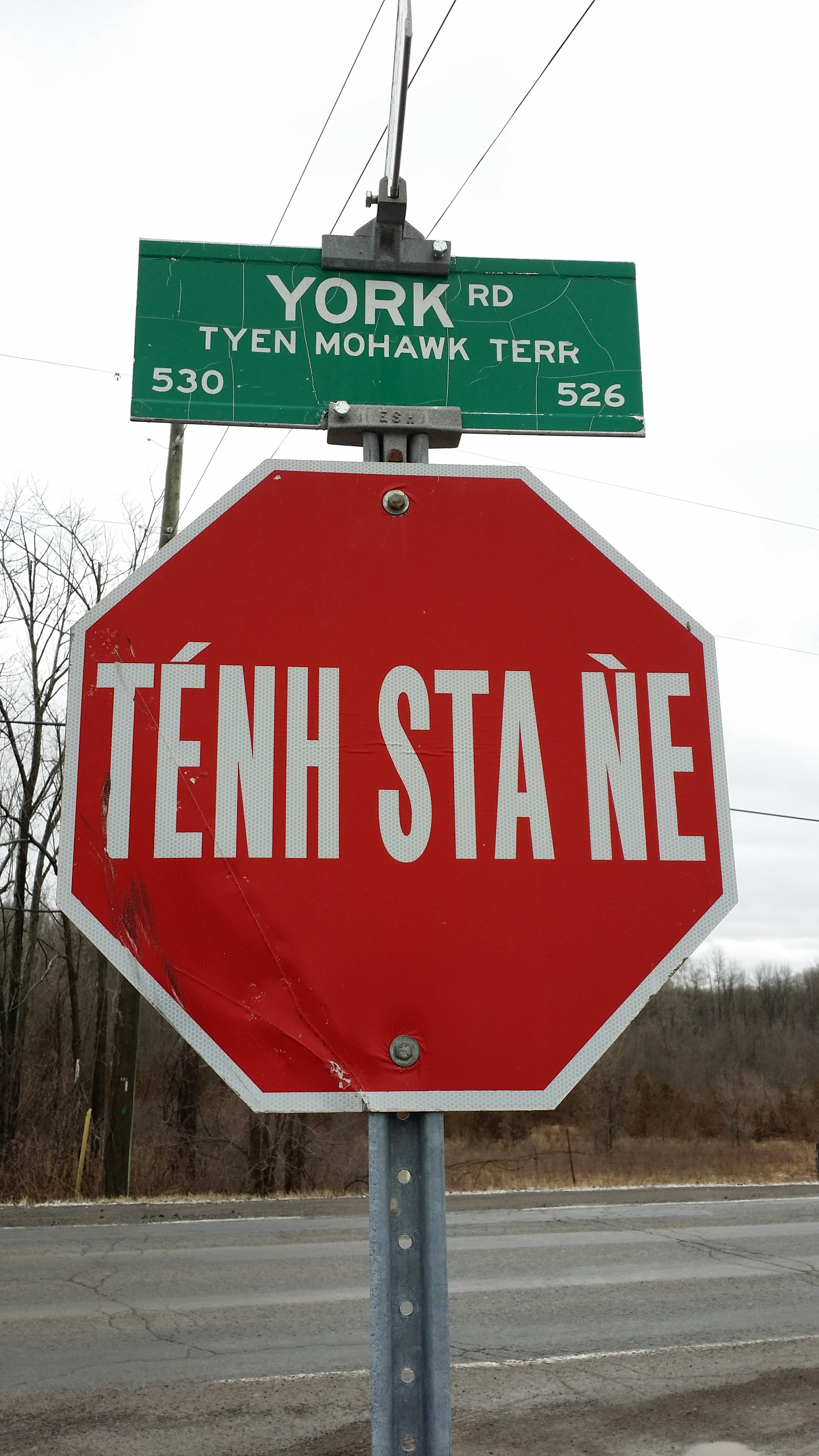
Mohawkspråkig stoppskylt i Tyendinaga-reservatet.

Mohawk är ett irokesiskt språk som talas av mohawker i Kanada och USA. Språkets närmaste släktspråk är oneida.